# Paraptenomela amazona
Paraptenomela amazona är en skalbaggsart som beskrevs av Soula 2002. Paraptenomela amazona ingår i släktet Paraptenomela och familjen Rutelidae. Utöver nominatformen finns också underarten P. a. tingomariaensis.